# Pejzaż z tęczą
Pejzaż z tęczą – obrazy flamandzkiego malarza Rubensa.
Znane są trzy obrazy, na których Rubens przedstawił krajobraz wiejski z tęczą w tle. Obrazy powstały w ostatnich latach twórczości mistrza, po zwolnieniu ze służby dyplomatycznej u króla Filipa IV. W 1635 roku artysta zakupił zamek w Steen, wokół którego rozciągały się parki i pola uprawne. Krajobraz ten był natchnieniem dla jego wielu pejzaży.

## Opis obrazów
Pierwszy obraz z tęczą powstawał w latach 1632–1635. Przez trzy wieki kilkakrotnie zmieniał właścicieli. Pierwotnie należał do księcia Richelieu, później został ofiarowany przez elektora bawarskiego, syna cesarza Karola VII, hrabiemu Brühlowi. Z kolekcji hrabiego, znajdującej się w Dreźnie, w 1769 roku został zakupiony dla petersburskiego Ermitażu.
Zanim powstał obraz, Rubens wykonał prace przygotowawcze, malując Pasterza z fletem i parą kochanków. Scena pasterskiej idylli widoczna na pierwszym planie była wzorowana na innym dziele mistrza Ogród miłości (z lat 1632–1635, obecnie w Muzeum Prado w Madrycie) oraz na Pikniku w Steen Park (z lat 1635–1640, obecnie w Muzeum Historii Sztuki w Wiedniu w Wiedniu). Główne podobieństwo zachodzi w przedstawieniu postaci – pary kochanków na obrazie z Ermitażu i dwiema postaciami stojącymi po lewej stronie w Ogrodzie miłości. Według niemieckiego historyka sztuki Emila Kiesera Rubens mógł wzorować się na twórczości Tycjana. Pejzaż jest podobny do tycjanowskiego pejzażu znanego z ryciny Denisa Lefebvre’a z 1642 roku.
Poza powyższymi podobieństwami do stylu weneckiego, Rubens zrezygnował z realizmu pejzażu renesansowego: przesunął góry na prawą stronę, horyzont rozmył unoszącą się mgłą, a centralną część skąpał w słońcu. Łącząc krajobraz i grupę pasterzy tęczą, uzyskał wrażenie harmonii i równowagi, co odróżniało obraz od wcześniejszych dzieł pełnych dynamicznych pejzaży np. obrazu Woźnice z 1620.
Pomiędzy 1635 a 1640 rokiem Rubens pracował nad kolejną wersją obrazu, dziś zaliczaną do prac warsztatu Rubensa. Dzieło o tym samym tytule, znajdowało się w kolekcji Ludwika XIII, a obecnie można je obejrzeć w muzeum Luwr w Paryżu. Praca ta jeszcze w 1931 roku przez historyka sztuki Kiesera była uznawana jako pierwowzór dla obrazów o tej tematyce. Dopiero w 1945 roku Glück rozwiał wątpliwości i uznał dzieło za późniejszą replikę warsztatową.
W 1640 roku Rubens namalował trzecie dzieło o podobnej tematyce. Jest to jedno z ostatnich dzieł mistrza, który z powodu choroby zmarł w maju 1640 roku. Rubens zmieszał tu styl włoski ze stylem szkoły flamandzkiej. W odróżnieniu od wcześniejszych dzieł, podniósł punkt, z którego roztacza się perspektywa obrazu, dzięki czemu umożliwił przedstawienie szerszej linii horyzontu. Obraz przypomina nieco styl jego przyjaciela Jana Bruegla Starszego. Postacie, głównie kobieta z dzbanem na głowie, mogą z kolei nawiązywać do dzieł Carracciego i Domenichina i ich postaci nimf z dzbanami.